# Stimmhafter alveolarer Approximant
Der stimmhafte alveolare Approximant (ein stimmhafter, an den Alveolen gebildeter Approximant) hat in verschiedenen Sprachen folgende lautliche und orthographische Realisierungen:
- Englisch: [⁠ɹ⁠] gilt als die in den meisten englischen Dialekten gebrauchte Aussprache des r.
- Färöisch: [⁠ɹ⁠] gilt auch als die häufigste färöische Aussprache des r, solange es nicht vor /k,p,t/ oder /s/ steht.
- Yurok: [⁠ɹ⁠] kann sowohl einen Vokal als auch einen Konsonanten darstellen.